# Companyia de Comerç de Barcelona

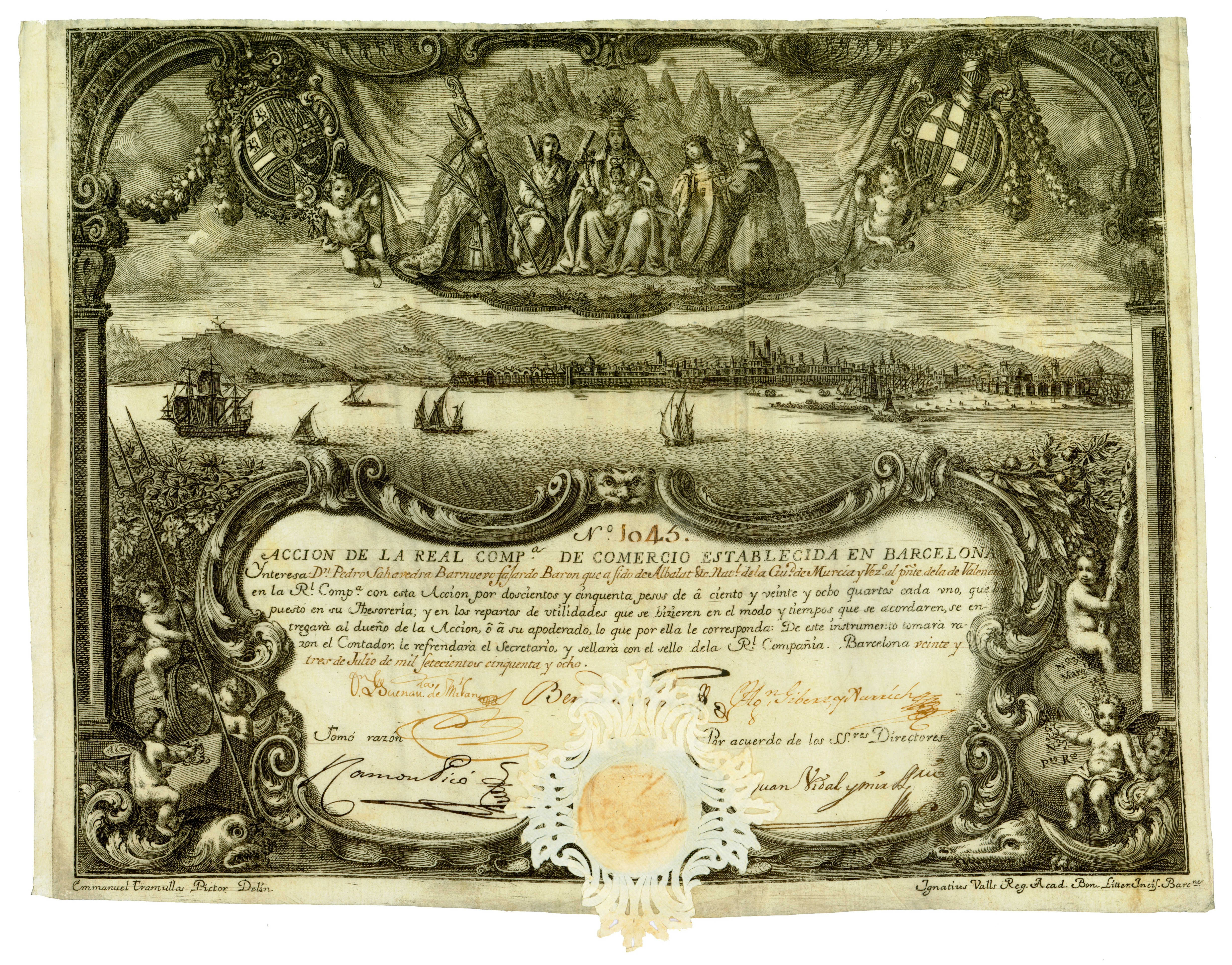
Participació de la Companyia de Comerç de Barcelona amb data del 23 de juliol de 1758

La Reial Companyia de Comerç de Barcelona a les Índies, també coneguda com la Companyia de Barcelona, va ser una societat mercantil contractada per la Corona d'Espanya i que va operar de 1755 a 1785. Va gaudir del monopoli comercial amb les illes del Carib com Puerto Rico, Santo Domingo i Margarita. La companyia va proporcionar un marc jurídic i capital per facilitar als comerciants catalans evitar les restriccions del monopoli de Cadis en el comerç amb les índies, va facilitar contactes que van permetre el floriment del lliure comerç entre Catalunya i les Amèriques després de la liquidació de la companyia, i va contribuir al desenvolupament de la indústria tèxtil que constituiria la base de la posterior industrialització de Catalunya.

## Context històric
Des de 1503, sota la dinastia dels Austries, el comerç amb Amèrica es realitzava des del port de Sevilla (i, després de 1717, des de Cadis) en condicions de monopoli que impedien a altres ciutats, Barcelona inclosa, comerciar amb les Amèriques, o les Índies, com es deien llavors.
A finals del segle xvii, els productes catalans arribaven a les Índies a través del port de Cadis. La situació va anar canviant gradualment i a mitjan anys 1740 ja hi havia vaixells que sortien a creuar l'Atlàntic completament equipats des de Barcelona.:104
La Companyia de Barcelona va ser una d'un petit nombre de societats mercantils que la dinastia borbònica va contractar al segle xviii, part d'aquest reformisme borbònic que tenia com a finalitat modernitzar el comerç espanyol amb les Amèriques:100 per integrar les economies a la perifèria de l'imperi americà i reduir la pirateria i el contraban que anglesos i francesos practicaven a l'est del Carib.
Societats similars que també van gaudir de privilegis comercials (per la qual cosa a vegades se'ls deia Companyia privilegiada) van ser la Companyia Guipuscoana de Caracas, la Companyia de Hondures, la Companyia de Sevilla i la Companyia de l'Havana, totes prenent com a model les societats comercials establertes al segle xvii per Anglaterra, Holanda i França. A més d'aquestes companyies també es van atorgar privilegis reals a un nombre de manufactures reals establertes durant aquest període.

## Operacions
La Companyia de Comerç de Barcelona va obtenir el monopoli de comerç amb les illes caribenyes de Puerto Rico, Santo Domingo i Margarita i també tenia autorització per realitzar deu visites anuals a ports de Guatemala i Hondures, per comerciar amb Cumanà (nord-est de Veneçuela) i, a nivell més restringit, amb l'Havana.:104
La Companyia va exportar principalment vi, aiguardent i chintz (o indianes), un tipus d'estampat sobre tela que es començava a produir a fàbriques d'indianes a Barcelona a partir de 1738. Els productes importats més importants van ser el cotó, l'indigot, els tints, el cacau, el tabac i el sucre.:105

El cotó i els tints van permetre la producció de chintz que després es reexportava al mercat peninsular, a més de vendre's a les Amèriques. Ringrose escriu:
A diferència de pràcticament totes les altres connexions comercials que estaven tenint lloc, aquesta prometia el tipus d'interdependència econòmica entre la indústria peninsular i els mercats colonials que cercaven els reformadors econòmics mercantilistes.:105

## Disolució
El 1778, el rei Carles III va signar el Reglament del Lliure Comerç entre Espanya i les Amèriques que va limitar el monopoli de la companyia. La companyia es va veure afectada també al perdre la meitat dels seus vaixells com a conseqüència de la intervenció espanyola en la Guerra de la Independència dels Estats Units. La companyia es va dissoldre entre 1784 i 1785 per fusionar-se amb la Companyia Guipuscoana de Caracas per formar la Companyia de les Filipines.

## Llegat
La companyia va proporcionar el marc jurídic i la possibilitat d'aconseguir la concentració de capital necessària per trencar el monopoli de Cadis, el que hauria resultat molt difícil a través només de l'actuació de comerciants individuals. Es van crear així les condicions que permetrien més tard el floriment del lliure comerç amb les colònies.:104,:13-15
Es va concentrar així bona part de l'activitat econòmica del Principat de Catalunya en el comerç amb les Amèriques, integrant la seva economia amb l'economia de les colònies a través d'una xarxa de comerciants especialitzats en les rutes transatlàntiques i la construcció d'una base de coneixement, habilitat i contactes comercials entre mercaders que consideraven un viatge atlàntic com una ocurrencia quotidiana.:12
Aquest comerç amb Amèrica va estimular i alimentar la producció de les ja creixents fàbriques d'indianes de Barcelona i, més tard, processos d'embranzida i telers de draps de cotó (la Reial Companyia d'Embranzits de Cotó es va establir a Barcelona el 1772 per embraçar pagues americanes de cotó en brut). Es considera que la indústria tèxtil va constituir el principal motor de la industrialització de Catalunya al segle xix, si bé encara es debat fins a quin punt el comerç colonial va contribuir a aquest procés.
Mentrestant que gran part de l'imperi americà va obtenir la seva independència en les primeres dècades del segle xix, Cuba, Santo Domingo i Puerto Rico van continuar sota domini espanyol. Les relacions comercials amb Catalunya que la Companyia de Barcelona havia establert van continuar, i el comerç de ports espanyols amb les Antilles va augmentar en un 300% entre 1850 i 1890:133,145 fins que Espanya va perdre finalment aquests territoris en finalitzar la Guerra hispano-estatunidenca el 1898.